# Олавское княжество
Олавское княжество (пол. Księstwo Oławskie, чеш. Olavské knížectví, нем. Herzogtum Ohlau) — одно из княжеств, расположенное в Нижней Силезии со столицей в Олаве.

## История
Первоначально Олава входила в состав Вроцлавского княжества. После раздела Силезии в 1248 году Олава вошла в состав Легницкого княжества. В 1311 году в результате раздела Легницкого княжества Олава стала частью новообразованного Бжегского княжества. В 1329 году князь Болеслав III Расточитель принес оммаж королю Чехии Яну Люксембургскому. В 1359 году братья Вацлав I Легницкий и Людвик I Бжегский разделили унаследованное ими Бжегское княжество, Олава и сам Бжег достались Людвику. В 1368 году Людвик I выкупил вторую половину и вновь объединил Бжегское княжество.
В октябре 1400 года сыновья князя Генриха VII Бжегского Генрих IX Любинский и Людвик II Бжегский снова разделили Бжегское княжество. Генриху IX достались Любин, Хойнув и Олава, ставшие отдельными княжествами. После смерти Генриха IX в 1419/1420 году Олава досталась его среднему и младшему сыновьям – Вацлаву III Олавскому и Людвику III Олавскому. После смерти Вацлава III в 1423 году единоличным правителем княжества стал Людвик III, завещавший его своей жене Маргарите Опольской в качестве вдовьего удела.
В 1454 году Олавское княжество унаследовал внук Маргариты Опольской Фридрих I Легницкий, после смерти которого в 1488-1503 годах княжество снова было вдовьим уделом – на этот раз жены Фридриха I Людмилы из Подебрад, дочери короля Чехии Йиржи из Подебрад.
После смерти Людмилы в 1503 году Олаву и Бжег унаследовали ее сыновья Георг I Бжегский и Фридрих II Легницкий. В 1505 они разделили свое наследство, Олава досталась Фридриху II, а после его смерти в 1547 году вместе с Бжегом – его младшему сыну Георгу II. В 1586 году князь Георг II Бжегский завещал Олаву своим сыновьям Иоахиму Фридриху Бжегскому и Иоганну Георгу Олавскому, а Бжег отдал своей жене Барбаре Бранденбургской как вдовий удел. Князь Иоганн Георг умер бездетным в 1592 году, и Олавское княжество стало вдовьим уделом его жены Анны Вюртембергской. Два года спустя Анна вторично вышла замуж и потеряла право на вдовий удел, вследствие чего Олава вернулась к Иоахиму Фридриху. 
Иоахим Фридрих последовал примеру своих отца и брата и в своем завещании выделил Олавское княжество своей вдове Анне Марии Ангальтской. Она правила в Олаве три года, в 1602-1605 годах, после чего княжество унаследовал ее сын Иоганн Кристиан Бжегский, после смерти которого в 1639 году Олавское княжество унаследовали его сыновья Георг III Бжегский, Людвик IV Легницкий и Кристиан Бжегский. В 1654 году братья разделили свои владения; Олава досталась младшему брату Кристиану.
В 1672 году Кристиан Бжегский умер, и Олавское княжество в пятый и последний раз в своей истории стало вдовьим уделом, доставшись его жене Луизе Ангальт-Дессауской. В 1675 году умер сын Луизы, князь Легницкий и Бжегский Георг Вильгельм, последний представитель династии Силезских Пястов, после чего после смерти Луизы Ангальт-Дессауской в 1680 году Олавское княжество перешло во владение Габсбургов как королей Чехии.
В 1691 император Леопольд I передал Олавское княжество своему шурину Якубу Людвику Собескому, сыну короля Польши Яна III Собеского. Якуб Людвик, построивший в Олаве роскошный дворец, управлял княжеством до своей смерти в 1737 году, после чего оно вернулось к  Габсбургам. Спустя три  года прусский король Фридрих II Великий оккупировал Силезию в ходе Первой Силезской войны, по окончании которой Олавское княжество, как и почти вся Силезия, отошло к Пруссии в 1742 году. В 1807 году силезские княжества были упразднены в рамках прусских административных реформ.

## Князья Олавские
| #                                                    | Портрет                         | Имя (годы жизни)                                                                             | Родители                                                         | Годы правления | Примечания |
| ---------------------------------------------------- | ------------------------------- | -------------------------------------------------------------------------------------------- | ---------------------------------------------------------------- | -------------- | --- |
| 1                                                    |                                 | Генрих IX Любинский (ок. 1369 — 9 января 1419/5 апреля 1420)                                 | Генрих VII Бжегский Елена Орламюнде                              | 1400-1419/1420 | князь Бжегский (с 1399 по 1400 год), князь Любинский (с 1400 по 1419/1420 год), князь Хойнувский (с 1400 по 1419/1420 год)                                                                                    |
| 2                                                    |                                 | Вацлав III Олавский (ок. 1400 — 14 января/28 мая 1423)                                       | Генрих IX Любинский Анна Цешинская                               | 1419/1420-1423 | |
| 3                                                    |                                 | Людвик III Олавский (до 1405 — до 18 июня 1441)                                              | Генрих IX Любинский Анна Цешинская                               | 1419/1420-1441 | князь Любинский (с 1431 по 1441 год), князь Хойнувский (с 1431 по 1441 год) |
| 4                                                    |                                 | Маргарита Опольская жена князя Людвика III Олавского (1412/1414 — 15 января 1454)            | Болько IV Опольский Маргарита Горицкая                           | 1441-1454      | Вдовий удел |
| 5                                                    |                                 | Фридрих I Легницкий (3 мая 1446 — 9 мая 1488)                                                | Иоганн I Любинский Ядвига Легницкая                              | 1454-1488      | князь Легницкий (с 1454 по 1488 год), князь Хойнувский (с 1453 по 1488 год), князь Бжегский (с 1481 по 1488 год), князь Любинский (с 1482 по 1488 год)                                                        |
| 6                                                    |                                 | Людмила из Подебрад жена князя Фридриха I Легницкого (16 октября 1456 — 20 января 1503)      | Йиржи из Подебрад Йогана из Рожмиталя                            | 1488-1503      | Вдовий удел |
| 7                                                    |                                 | Фридрих II Легницкий (12 февраля 1480 — 17 ноября 1547)                                      | Фридрих I Легницкий Людмила из Подебрад                          | 1503-1547      | князь Легницкий (с 1488 по 1547 год), князь Волувский (с 1523 по 1547 год), князь Зембицкий (с 1542 по 1547 год), князь Бжегский (с 1503 по 1505 и с 1521 по 1547 год), князь Хойнувский (с 1488 по 1547 год) |
| 8                                                    |                                 | Георг I Бжегский (1481/1483 — 30 августа 1521)                                               | Фридрих I Легницкий Людмила из Подебрад                          | 1503-1505      | князь Легницкий (с 1488 по 1505 год), князь Бжегский (с 1503 по 1521 год), князь Любинский (с 1505 по 1521 год)                                                                                               |
| 9                                                    |                                 | Георг II Бжегский (18 июля 1523 — 7 мая 1586)                                                | Фридрих II Легницкий София Бранденбург-Ансбах-Кульмбахская       | 1547-1586      | князь Бжегский (с 1547 по 1586 год), князь Волувский (с 1547 по 1586 год) |
| 10                                                   |                                 | Иоахим Фридрих Бжегский (29 сентября 1550 — 25 марта 1602)                                   | Георг II Бжегский Барбара Бранденбургская                        | 1586-1592      | князь Легницкий (с 1596 по 1602 год), князь Бжегский (с 1595 по 1602 год), князь Волувский (с 1586 по 1602 год)                                                                                               |
| 11                                                   |                                 | Иоганн Георг Олавский (17 июня 1552 — 6 июля 1592)                                           | Георг II Бжегский Барбара Бранденбургская                        | 1586-1592      | князь Волувский (с 1586 по 1592) |
| 12                                                   |                                 | Анна Вюртембергская жена князя Иоганна Георга Олавского (12 июня 1561 — 7 июня 1616)         | Кристоф, герцог Вюртембергский Анна Мария Бранденбург-Ансбахская | 1592-1594      | Вдовий удел |
| 10                                                   |                                 | Иоахим Фридрих Бжегский (29 сентября 1550 — 25 марта 1602)                                   | Георг II Бжегский Барбара Бранденбургская                        | 1594-1602      | Второе правление |
| 13                                                   |                                 | Анна Мария Ангальтская жена князя Иоахима Фридриха Бжегского (13 июня 1561 — 14 ноября 1605) | Иоахим Эрнст, князь Ангальта Агнесса Барби-Мюлинген              | 1602-1605      | Вдовий удел |
| 14                                                   |                                 | Иоганн Кристиан Бжегский (28 августа 1591 — 25 декабря 1639)                                 | Иоахим Фридрих Бжегский Анна Мария Ангальтская                   | 1605-1633      | князь Легницкий (с 1602 по 1612 год), князь Бжегский (с 1602 по 1633 год), князь Волувский (с 1602 по 1612 год)                                                                                               |
| Без князя                                            | Без князя                       | Без князя                                                                                    | Без князя                                                        | 1633-1639      | |
| 15                                                   |                                 | Георг (Ежи) III Легницкий (4 сентября 1611 — 4 июля 1464)                                    | Иоганн Кристиан Бжегский Доротея Сибилла Бранденбургская         | 1639-1654      | князь Легницкий (с 1653 по 1654 год), князь Бжегский (с 1639 по 1664 год), князь Волувский (с 1653 по 1654 год)                                                                                               |
| 16                                                   |                                 | Людвик IV Легницкий (19 апреля 1616 — 24 ноября 1663)                                        | Иоганн Кристиан Бжегский Доротея Сибилла Бранденбургская         | 1639-1654      | князь Легницкий (с 1653 по 1663 год), князь Бжегский (с 1639 по 1654 год), князь Волувский (с 1653 по 1654 год)                                                                                               |
| 17                                                   |                                 | Кристиан Бжегский (19 апреля 1618 — 28 февраля 1672)                                         | Иоганн Кристиан Бжегский Доротея Сибилла Бранденбургская         | 1639-1672      | князь Легницкий (с 1653 по 1654 год), князь Бжегский (с 1639 по 1654 и с 1664 по 1672 год), князь Волувский (с 1653 по 1672 год)                                                                              |
| 18                                                   |                                 | Луиза Ангальт-Дессауская, жена князя Кристиана Бжегского (10 февраля 1631 — 25 апреля 1680)  | Иоганн Казимир, князь Ангальт-Дессау Агнесса Гессен-Кассельская  | 1672-1680      | княгиня Волувская (с 1672 по 1680 год) Вдовий удел |
| В составе земель Чешской короны                      | В составе земель Чешской короны | В составе земель Чешской короны                                                              | В составе земель Чешской короны                                  | 1680-1691      | |
| 19                                                   |                                 | Якуб Людвик Собеский (2 ноября 1667 — 19 декабря 1737)                                       | Ян III Собеский Мария Казимира де Лагранж д’Аркьен               | 1691-1737      | |
| В 1737 году вернулось в состав земель Чешской короны |                                 |                                                                                              |                                                                  |                | |